# Frederick Furtado
Frederick Furtado (* 27. März 1956) ist ein ehemaliger tansanischer Hockeyspieler.
Furtado nahm mit der Tansanischen Hockeynationalmannschaft an den Olympischen Spielen 1980 in Moskau teil. Die Mannschaft verlor alle Spiele und belegte den sechsten und letzten Rang.